# Andreas Wolf (Architekt)
Ingo Andreas Wolf (* 1956) ist ein deutscher Architekt, Stadtplaner und Hochschullehrer.

## Leben
Ingo Andreas Wolf studierte Stadt- und Regionalplanung in Köln und Aachen und Architektur an der Hochschule der Künste Berlin. 1987 war er Mitarbeiter an der Internationalen Bauausstellung (IBA) Berlin und arbeitete als Akademischer Rat an der Technischen Universität München. Seit 1992 lehrt er als Professor für Entwurf und Städtebau an der Hochschule für Technik, Wirtschaft und Kultur Leipzig (HTWK). Gastprofessuren hat er am Polytechnikum Mailand und an der Universität Genua inne. Darüber hinaus weilte er als Loeb-Fellow an der Harvard Graduate School of Design an der Harvard University (GSD) und als Gastdozent an der Rhode Island School of Design (RISD). 2000 bis 2010 war er für die Internationale Bauausstellung Stadtumbau Sachsen-Anhalt 2010 tätig. Andreas Wolf ist Mitglied des Fachbeirats der Internationalen Bauausstellung (IBA) Thüringen, Mitglied im Gestaltungsbeirat der Landeshauptstadt Erfurt, Mitglied im Konvent der Technischen Universität Wrocław und Vorstandsmitglied des Deutschen Werkbunds Sachsen. 2010 wurde er zum Mitglied der Sächsischen Akademie der Künste berufen, in der er von 2011 bis 2014 das Amt des stellvertretenden Sekretärs der Klasse Baukunst ausübte. Andreas Wolf war vom Juni 2014 bis Mai 2015 Vizepräsident der Sächsischen Akademie der Künste. Er lebt in Leipzig. 

## Bauten und Projekte (Auswahl)
- 1993 Gesamtplanung für den Campus der Hochschule Kiel, Grünordnung, Platz- und Freiflächengestaltung, Realisierung Hörsaalgebäude und Studentenwohnungen
- 1995 Nachnutzung Braunkohlekraftwerk Espenhain, Strukturplanung, Städtebau, Gewerbebauten und Teleportcenter in Modulbauweise
- 1998 Studentenwohnheim des Studentenwerks Schleswig-Holstein
- 1999 Teleportcenter TC1 der Südraum-Leipzig-GmbH
- 2002 Stadthäuser in Leipzig-Gohlis in Niedrigenergie- und Passivhausstandard
- 2007 Sanierung und Erweiterung des Generalkonsulats der USA in Leipzig
- 2009 Stadtvillen in Markkleeberg
- 2010 Pflegeheim und Tagespflege in Leutenberg, Thüringen
- städtebauliche Planungen für Leipzig, Dresden, Berlin u. a.
- zur Zeit Umgestaltung des Leuschnerplatzes in Leipzig mit Petr Pelčák.

## Publikationen (Auswahl)
- Leipzig - offene Stadt. In: Leipzig im Umbruch. Amsterdam und Dresden 1999.
- La Città in Europa - Lipsia. In: Regenerazione urbana - Ausstellungskatalog Genua Kulturhauptstadt 2004.
- Von A-Z – 26 Essays zu Grundbegriffen der Architektur. Köln 2004
- Dat Backhus. In: Deutsches Architektur Museum DAM-Jahrbuch 2006.
- 12+12 Architektur aus Leipzig. 2009.
- Kulturleistung. Die vier Haltestellen des City-Tunnels in Leipzig. In: Deutsche Bauzeitung 01–02/2014
- Nachkriegsmoderne 2.0 von VROA Architekten Wrocław. In: Labor der Moderne. Nachkriegsarchitektur in Europa. Herausgegeben von der Sächsischen Akademie der Künste. Dresden 2014.